# Stazione di Fusaro
Stazione di Fusaro vasútállomás Olaszországban, Bacoli településen.

## Vasútvonalak
Az állomást az alábbi vasútvonalak érintik:
- Cumana-vasútvonal

## Kapcsolódó állomások
A vasútállomáshoz az alábbi állomások vannak a legközelebb:
- Stazione di Torregaveta (Stazione di Torregaveta, Cumana-vasútvonal)
- Stazione di Lucrino (Stazione di Montesanto (SEPSA), Cumana-vasútvonal)